# Im Mittleren Sand

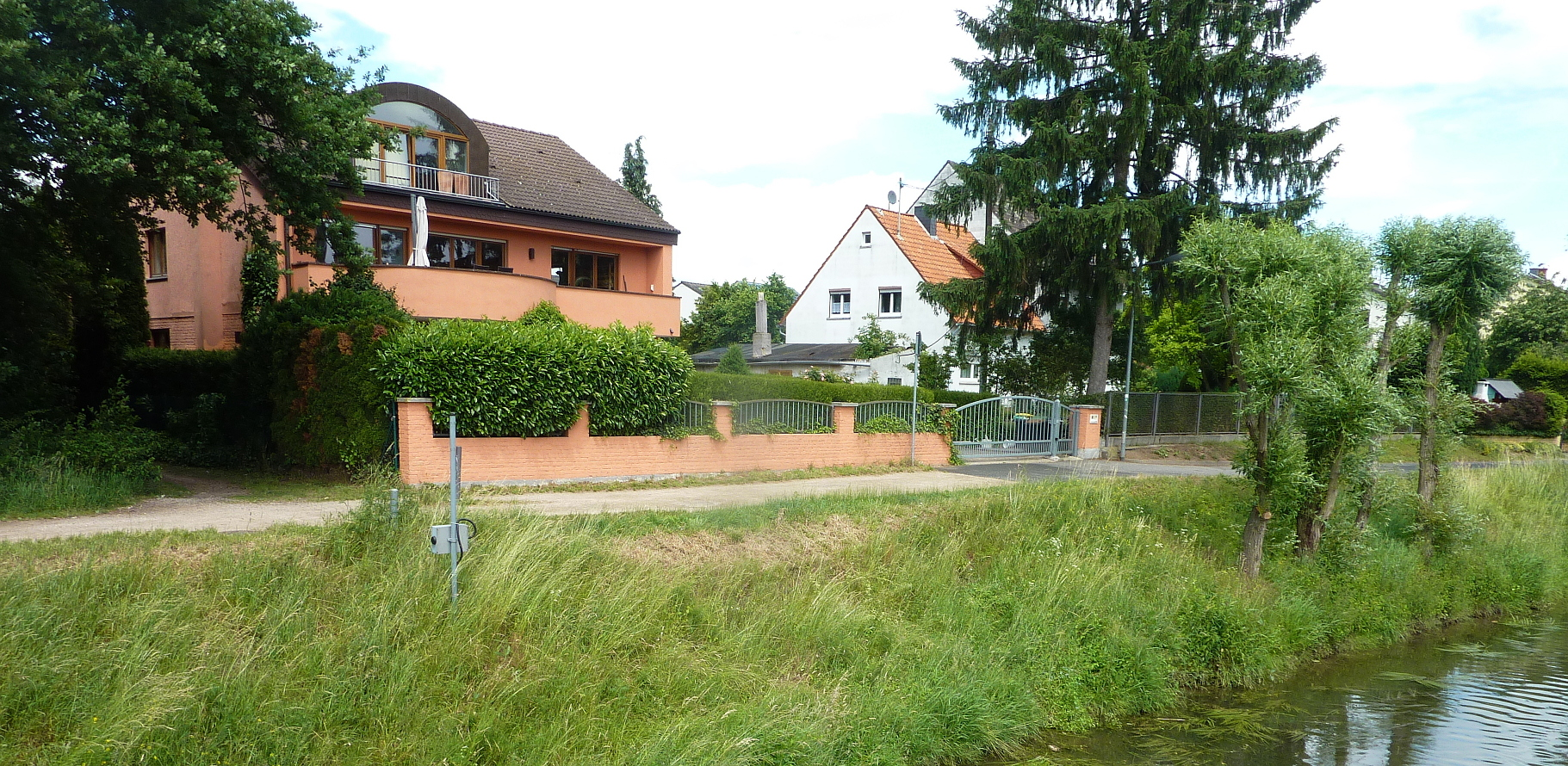
Wohnhäuser am südlichen Rand der Siedlung am Nidda-Ufer; Blick nach Nordost

Die Siedlung Im Mittleren Sand ist eine Wohnsiedlung im Westen von Frankfurt am Main im Stadtteil Sossenheim. Die meisten Häuser der Siedlung stammen aus den 1950er Jahren. Einzelne Häuser wurden bereits in den 1940er Jahren errichtet, ein Haus datiert auf die Zeit vor dem Zweiten Weltkrieg. Seit 1959 gehört die Siedlung zum Deutschen Siedlerbund. Die amtliche Bezeichnung der Siedlung lautet Sossenheim III.

## Lage
Die Siedlung liegt im Sossenheimer Unterfeld, das zum westlichen Arm des Frankfurter Grüngürtels gehört und das Teil des Landschaftsschutzgebiets
GrünGürtel und Grünzüge in der Stadt Frankfurt am Main ist. Im Süden grenzt die Wohnbebauung an das rechte Ufer der Nidda, wenige Meter westlich der Siedlung mündet der Sulzbach in den Fluss. Im Norden und Osten trennt die Straße Im Mittleren Sand die Siedlung von den umliegenden Agrarflächen im Landschaftsschutzgebiet des Grüngürtels. Zwischen dem südlichen Rand der Siedlung und dem Nidda-Ufer verläuft ein westlicher Abschnitt des Grüngürtel-Rundwanderwegs.

## Geschichte

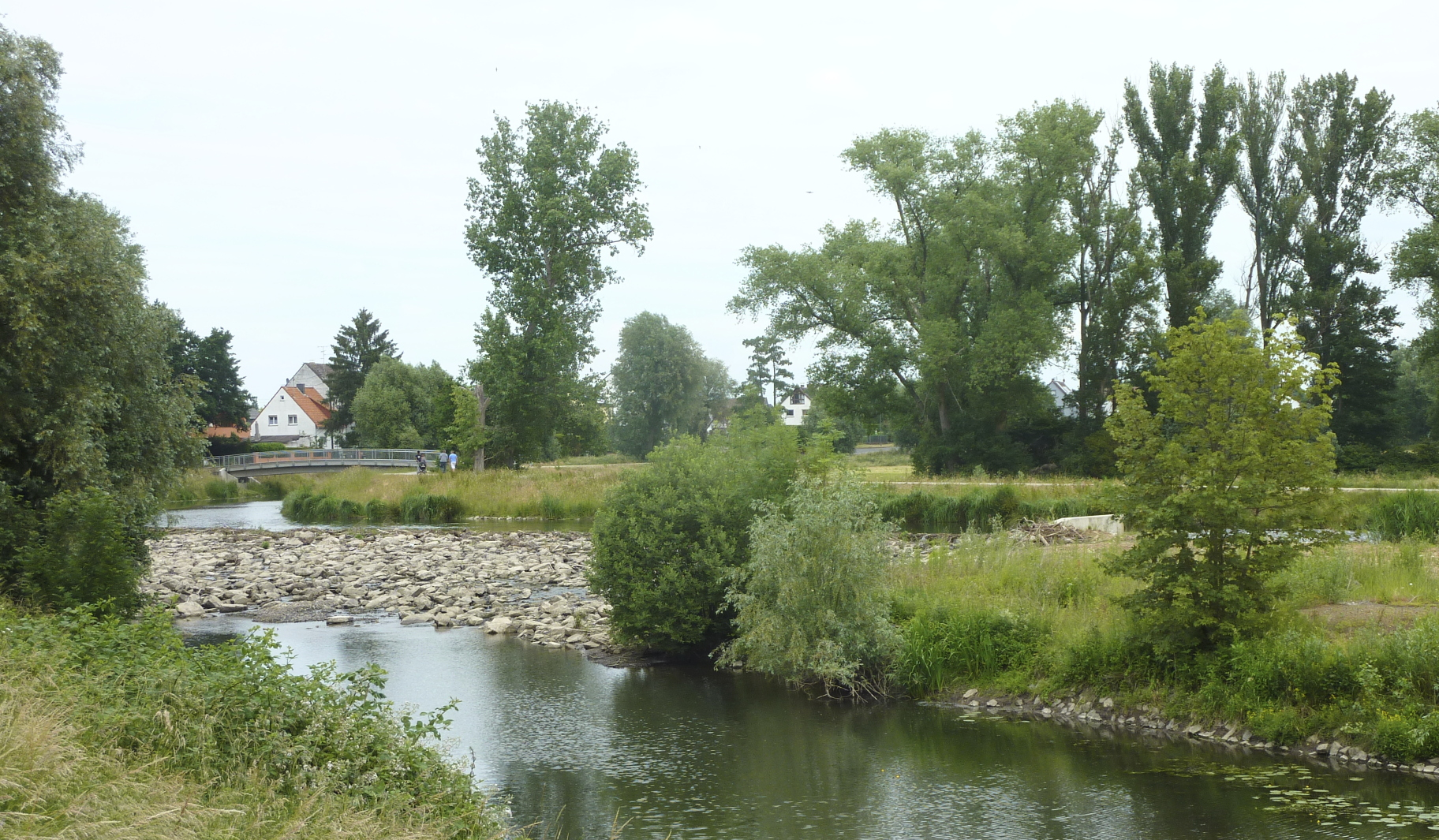
Die renaturierte Nidda zwischen Höchst (links) und Nied (Bildmitte), Blick flussaufwärts. Links im Hintergrund Wohnhäuser der Siedlung, davor die Fußgängerbrücke über den Fluss (Juni 2015)

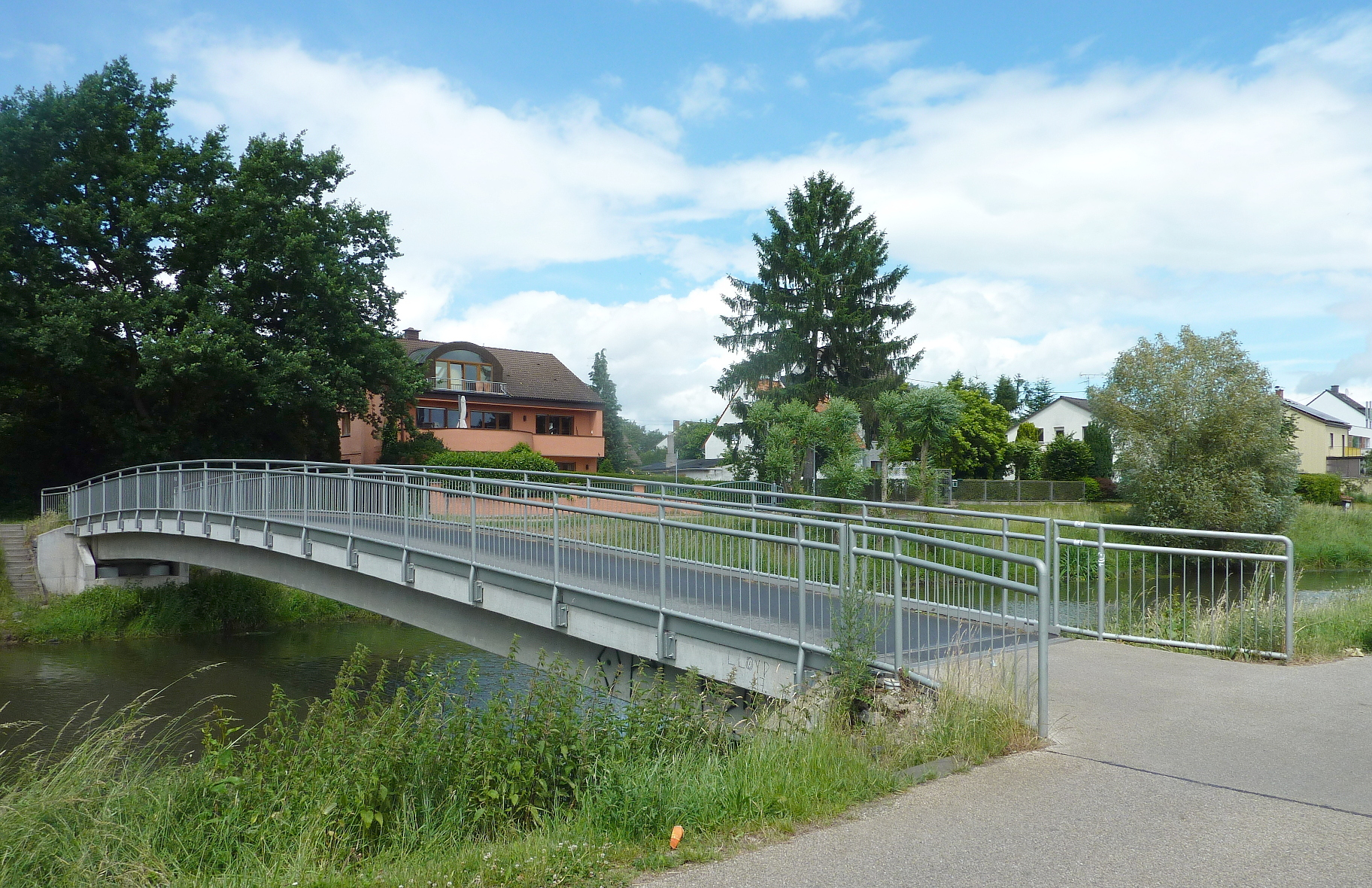
Nidda-Fußgängerbrücke, Baujahr 2012

Die Siedlung Im Mittleren Sand umfasst 50 Häuser und ist komplett erschlossen. Ursprünglich war die Siedlung von der Stadt Frankfurt am Main geplant worden, um Heimatvertriebenen nach dem Zweiten Weltkrieg Behelfsquartiere zu ermöglichen. Im Jahr 1997 wurde über den Abriss der ehemals illegal errichteten Siedlung diskutiert, den der damalige Frankfurter Umweltdezernent Tom Koenigs erwirken wollte. Man befürchtete einen Präzedenzfall zu schaffen, der es ermöglichen könnte, weitere Freiflächen des seit 1991 durch eine Verfassung geschützten Grüngürtels zu bebauen. Nachdem das Gebiet zu diesem Zeitpunkt bereits 40 Jahre besiedelt war, regte sich Widerstand gegen den geforderten Abriss in Form einer Bürgerinitiative. Im Jahr 2010 wurde die Siedlung von Seiten der Stadt anerkannt und unter Bestandsschutz gestellt.
Die Siedlung Im Mittleren Sand ist ein Beispiel für die Zersiedelung und Suburbanisierung (englisch: urban sprawl) in Frankfurt am Main nach dem Zweiten Weltkrieg. Heute vorherrschend in der Siedlung sind die Bautypen der einseitig angebauten Doppelhaushälfte und des freistehenden Einfamilienhauses.
Im Zuge der Renaturierung der Nidda bei Höchst von 2012 bis 2013 kam es zu Bedenken von Seiten der Anwohner, die eine erhöhte Überschwemmungsgefahr für ihre Häuser befürchteten, die bis dato nicht eintrat. Als Ersatz für das im Zuge der Renaturierung abgerissene Wehr Höchst, zuvor die der Siedlung nächstgelegene Nidda-Querung, wurde im Jahr 2012 einige Meter weiter flussaufwärts und direkt am südlichen Rand der Siedlung gelegen eine neue Fußgängerbrücke als Verbindung zum Stadtteil Nied errichtet.